# 682
سنة 682 م كانت سنة بسيطة تبدأ يوم الأربعاء (الرابط يظهر نموذج التقويم الكامل للسنة) من التقويم اليولياني. بدأت تسمية السنة ب682 منذ العصور الوسطى المبكرة، عندما أصبح تقويم أنو دوميني هو الأسلوب السائد في أوروبا لتسمية السنوات.

## مواليد
- عمر بن عبد العزيز ثامن الخلفاء الأمويين، يعتبر عند عامة المسلمين خامس الخلفاء الراشدين

## وفيات
- زينب بنت علي بن أبي طالب
- مسروق بن الأجدع
- مسلمة بن مخلد الأنصاري